# Győző Kulcsár
Győző Kulcsár, född 18 oktober 1940 i Budapest, död 19 september 2018 i Budapest, var en ungersk fäktare som tog OS-brons i herrarnas värja i samband med de olympiska fäktningstävlingarna 1976 i Montréal.